# Echipa națională de fotbal a Vietnamului
Echipa națională de fotbal a Vietnamului (vietnameză Đội tuyển bóng đá quốc gia Việt Nam) este naționala de fotbal a Vietnamului și este controlată de Federația de Fotbal din Vietnam. Când Vietnamul a fost împărțit în Vietnamul de Nord și Vietnamul de Sud,  au existat două echipe naționale.

## Campionatul Mondial de Fotbal
- (Vietnam a participat la calificările Campionatului Mondial de Fotbal 1974 fiind reprezentată de Vietnamul de Sud.)

| Campionatul Mondial | Campionatul Mondial | Campionatul Mondial | Campionatul Mondial | Campionatul Mondial | Campionatul Mondial | Campionatul Mondial | Campionatul Mondial | Campionatul Mondial |    | Calificări | Calificări | Calificări | Calificări | Calificări | Calificări |
| Anul                | Rezultat            | Poziția             | MJ                  | V                   | E                   | Î                   | GM                  | GP                  | DG | V          | E          | Î          | GM         | GP         |            |
| ------------------- | ------------------- | ------------------- | ------------------- | ------------------- | ------------------- | ------------------- | ------------------- | ------------------- | -- | ---------- | ---------- | ---------- | ---------- | ---------- | ---------- |
| 1930                | Nu a participat     | -                   | -                   | -                   | -                   | -                   | -                   | -                   | -  | -          | -          | -          | -          | -          |            |
| 1934                | Nu a participat     | -                   | -                   | -                   | -                   | -                   | -                   | -                   | -  | -          | -          | -          | -          | -          |            |
| 1938                | Nu a participat     | -                   | -                   | -                   | -                   | -                   | -                   | -                   | -  | -          | -          | -          | -          | -          |            |
| 1950                | Nu a participat     | -                   | -                   | -                   | -                   | -                   | -                   | -                   | -  | -          | -          | -          | -          | -          |            |
| 1954                | Nu a participat     | -                   | -                   | -                   | -                   | -                   | -                   | -                   | -  | -          | -          | -          | -          | -          |            |
| 1958                | Nu a participat     | -                   | -                   | -                   | -                   | -                   | -                   | -                   | -  | -          | -          | -          | -          | -          |            |
| 1962                | Nu a participat     | -                   | -                   | -                   | -                   | -                   | -                   | -                   | -  | -          | -          | -          | -          | -          |            |
| 1966                | Nu a participat     | -                   | -                   | -                   | -                   | -                   | -                   | -                   | -  | -          | -          | -          | -          | -          |            |
| 1970                | Nu a participat     | -                   | -                   | -                   | -                   | -                   | -                   | -                   | -  | -          | -          | -          | -          | -          |            |
| 1974                | Nu s-a calificat    | -                   | -                   | -                   | -                   | -                   | -                   | -                   | 3  | 1          | 0          | 2          | 1          | 5          |            |
| 1978                | Nu a participat     | -                   | -                   | -                   | -                   | -                   | -                   | -                   | -  | -          | -          | -          | -          | -          |            |
| 1982                | Nu a participat     | -                   | -                   | -                   | -                   | -                   | -                   | -                   | -  | -          | -          | -          | -          | -          |            |
| 1986                | Nu a participat     | -                   | -                   | -                   | -                   | -                   | -                   | -                   | -  | -          | -          | -          | -          | -          |            |
| 1990                | Nu a participat     | -                   | -                   | -                   | -                   | -                   | -                   | -                   | -  | -          | -          | -          | -          | -          |            |
| 1994                | Nu s-a calificat    | -                   | -                   | -                   | -                   | -                   | -                   | -                   | 8  | 1          | 0          | 7          | 4          | 18         |            |
| 1998                | Nu s-a calificat    | -                   | -                   | -                   | -                   | -                   | -                   | -                   | 6  | 0          | 0          | 6          | 2          | 21         |            |
| 2002                | Nu s-a calificat    | -                   | -                   | -                   | -                   | -                   | -                   | -                   | 6  | 3          | 1          | 2          | 9          | 9          |            |
| 2006                | Nu s-a calificat    | -                   | -                   | -                   | -                   | -                   | -                   | -                   | 6  | 1          | 1          | 4          | 5          | 9          |            |
| 2010                | Nu s-a calificat    | -                   | -                   | -                   | -                   | -                   | -                   | -                   | 2  | 0          | 0          | 2          | 0          | 6          |            |
| 2014                | Nu s-a calificat    | -                   | -                   | -                   | -                   | -                   | -                   | -                   | 4  | 3          | 0          | 1          | 15         | 5          |            |
| 2018                | Nu s-a calificat    | -                   | -                   | -                   | -                   | -                   | -                   | -                   | 6  | 2          | 1          | 3          | 7          | 8          |            |
| 2022                | " Nu s-a calificat  | -                   | -                   | -                   | -                   | -                   | -                   | -                   |    |            |            |            |            |            |            |
| Total*              | -                   |                     | -                   | -                   | -                   | -                   | -                   | -                   | 41 | 11         | 3          | 27         | 43         | 81         |            |

* Participarea Vietnamului de Sud la calificările Campionatului Mondial de Fotbal 1974 este considerată de FIFA o performanță a echipei actuale.

### Cupa Asiei AFC
- (La Cupa Asiei din 1956 și 1960 și la calificările din 1976, Vietnamul a fost reprezentat de Vietnamul de Sud.)

| Cupa Asiei | Cupa Asiei                      | Cupa Asiei | Cupa Asiei | Cupa Asiei | Cupa Asiei | Cupa Asiei | Cupa Asiei | Cupa Asiei |    | Calificări | Calificări | Calificări | Calificări | Calificări | Calificări |
| Anul       | Rezultat                        | Poziția    | MJ         | V          | E          | Î          | GM         | GP         | DG | V          | E          | Î          | GM         | GP         |            |
| ---------- | ------------------------------- | ---------- | ---------- | ---------- | ---------- | ---------- | ---------- | ---------- | -- | ---------- | ---------- | ---------- | ---------- | ---------- | ---------- |
| 1956       | Locul patru                     | 4          | 3          | 0          | 1          | 2          | 6          | 8          | 2  | 1          | 1          | 0          | 7          | 3          |            |
| 1960       | Locul patru                     | 4          | 3          | 0          | 0          | 3          | 2          | 12         | 2  | 2          | 0          | 0          | 5          | 1          |            |
| 1964       | Nu a participat                 | -          | -          | -          | -          | -          | -          | -          | -  | -          | -          | -          | -          | -          |            |
| 1968       | Nu a participat                 | -          | -          | -          | -          | -          | -          | -          | -  | -          | -          | -          | -          | -          |            |
| 1972       | Nu a participat                 | -          | -          | -          | -          | -          | -          | -          | -  | -          | -          | -          | -          | -          |            |
| 1976       | Nu s-a calificat                | -          | -          | -          | -          | -          | -          | -          | 4  | 0          | 0          | 4          | 1          | 10         |            |
| 1980       | Nu a participat                 | -          | -          | -          | -          | -          | -          | -          | -  | -          | -          | -          | -          | -          |            |
| 1984       | Nu a participat                 | -          | -          | -          | -          | -          | -          | -          | -  | -          | -          | -          | -          | -          |            |
| 1988       | Nu a participat                 | -          | -          | -          | -          | -          | -          | -          | -  | -          | -          | -          | -          | -          |            |
| 1992       | Nu a participat                 | -          | -          | -          | -          | -          | -          | -          | -  | -          | -          | -          | -          | -          |            |
| 1996       | Nu s-a calificat                | -          | -          | -          | -          | -          | -          | -          | 3  | 2          | 0          | 1          | 13         | 5          |            |
| 2000       | Nu s-a calificat                | -          | -          | -          | -          | -          | -          | -          | 3  | 2          | 0          | 1          | 14         | 2          |            |
| 2004       | Nu s-a calificat                | -          | -          | -          | -          | -          | -          | -          | 6  | 3          | 0          | 3          | 8          | 13         |            |
| 2007       | Sferturi de finală              | 4          | 4          | 1          | 1          | 2          | 4          | 7          | -  | -          | -          | -          | -          | -          |            |
| 2011       | Nu s-a calificat                | -          | -          | -          | -          | -          | -          | -          | 6  | 1          | 2          | 3          | 6          | 11         |            |
| 2015       | Nu s-a calificat                | -          | -          | -          | -          | -          | -          | -          | 6  | 1          | 0          | 5          | 5          | 15         |            |
| 2019       | Sferturi de finală              | 8          | 5          | 1          | 1          | 3          | 5          | 7          | 12 | 4          | 5          | 3          | 16         | 11         |            |
| 2023       | Calificat                       | -          | -          | -          | -          | -          | -          | -          |    |            |            |            |            |            |            |
| Total*     | Cel mai bun: Sferturi de finală |            | 9          | 2          | 2          | 5          | 9          | 14         | 40 | 15         | 8          | 17         | 74         | 61         |            |

* Totalul nu include rezultatele Vietnamului de Sud

### Jocurile Asiei
| Jocurile Asiei    | Jocurile Asiei       | Jocurile Asiei | Jocurile Asiei | Jocurile Asiei | Jocurile Asiei | Jocurile Asiei | Jocurile Asiei |
| Anul              | Rezultat             | MJ             | V              | E              | Î              | GM             | GP             |
| ----------------- | -------------------- | -------------- | -------------- | -------------- | -------------- | -------------- | -------------- |
| 1974 până în 1994 | Nu a participat      | -              | -              | -              | -              | -              | -              |
| 1998              | Runda 1              | 2              | 0              | 0              | 2              | 0              | 6              |
| 2002              | Runda 1              | 3              | 0              | 1              | 2              | 0              | 5              |
| 2006              | Runda 1              | 3              | 1              | 0              | 2              | 6              | 5              |
| 2010              | Runda 2              | 4              | 1              | 0              | 3              | 5              | 10             |
| Total             | Cel mai bun: Runda 2 | 12             | 2              | 1              | 9              | 11             | 26             |

### ASEAN Football Championship
| ASEAN Football Championship | ASEAN Football Championship | ASEAN Football Championship | ASEAN Football Championship | ASEAN Football Championship | ASEAN Football Championship | ASEAN Football Championship | ASEAN Football Championship | ASEAN Football Championship |
| Anul                        | Rezultatul                  | Poziția                     | MJ                          | V                           | E                           | Î                           | GM                          | GP                          |
| --------------------------- | --------------------------- | --------------------------- | --------------------------- | --------------------------- | --------------------------- | --------------------------- | --------------------------- | --------------------------- |
| 1996                        | Locul trei                  | 3                           | 6                           | 3                           | 2                           | 1                           | 14                          | 10                          |
| 1998                        | Locul doi                   | 2                           | 5                           | 3                           | 1                           | 1                           | 8                           | 2                           |
| 2000                        | Locul patru                 | 4                           | 6                           | 3                           | 1                           | 2                           | 14                          | 6                           |
| 2002                        | Locul trei                  | 3                           | 6                           | 4                           | 1                           | 1                           | 21                          | 12                          |
| 2004                        | Runda 1                     | 5                           | 4                           | 2                           | 1                           | 1                           | 13                          | 5                           |
| 2007                        | Semifinale                  | 4                           | 5                           | 1                           | 3                           | 1                           | 10                          | 3                           |
| 2008                        | Campioni                    | 1                           | 7                           | 4                           | 2                           | 1                           | 11                          | 6                           |
| 2010                        | Semifinale                  | 3                           | 5                           | 2                           | 1                           | 2                           | 8                           | 5                           |
| 2012                        | Runda 1                     | 6                           | 3                           | 0                           | 1                           | 2                           | 2                           | 5                           |
| 2014                        | Semifinale                  | 3                           | 5                           | 3                           | 1                           | 1                           | 12                          | 8                           |
| 2016                        | Semifinale                  | 3                           | 5                           | 3                           | 1                           | 1                           | 8                           | 6                           |
| 2018                        | Campioni                    | 1                           | 8                           | 6                           | 2                           | 0                           | 15                          | 4                           |
| Total                       | 2 Titlu                     | 12/12                       | 65                          | 34                          | 17                          | 14                          | 136                         | 72                          |